# Klaus Raddatz (Prähistoriker)
Klaus Ernst Hellmut Raddatz (* 19. November 1914 in Konitz, Provinz Westpreußen; † 24. Dezember 2002) war ein deutscher Prähistoriker. Er gilt als der „Entdecker“ der Bandkeramiker in der Uckermark, wo er aufwuchs.

## Werdegang
Seine Jugend verbrachte Klaus Raddatz in Prenzlau in der Uckermark, da sein Geburtsort Konitz nach den Bestimmungen des Versailler Vertrags zur Einrichtung des Polnischen Korridors 1920 an Polen abgetreten wurde. Er besuchte das Gymnasium in Prenzlau und Pasewalk. Bereits als Schüler interessierte er sich für urgeschichtliche Bodendenkmäler und Funde in seiner neuen Heimat und war mit dem damaligen Kustos des Uckermärkischen Museums, Joachim Otto von der Hagen (1860–1942), bekannt. Im Alter von 19 Jahren veröffentlichte Raddatz seine ersten Fundberichte. Er machte eine Ausbildung zum technischen Zeichner und begann nach seiner Wehrpflicht (1936–1938) ein Studium der Ur- und Frühgeschichte in Kiel. Zu Beginn des Zweiten Weltkriegs brach er das Studium ab, da er zum Kriegsdienst eingezogen wurde. In der Nachkriegszeit war er Hafenarbeiter in Bremen und setzte später sein Studium in Kiel fort. Er nahm an Ausgrabungen auf Sylt und in Haithabu teil. 1955 wurde er mit einer Arbeit über den „Thorsberger Moorfund“ promoviert. Danach war er am Deutschen Archäologischen Institut Madrid und beim Archäologischen Institut Schloss Gottorf tätig. 1967 wurde er für ein Werk über spanische Silberfunde habilitiert und folgte einem Ruf an die Universität Hannover, wo er die Funktion eines Professors und wissenschaftlichen Rats wahrnahm.
1974 erhielt Klaus Raddatz den Lehrstuhl für Ur- und Frühgeschichte an der Georg-August-Universität Göttingen und leitete das dortige Seminar für Ur- und Frühgeschichte bis zu seiner Emeritierung. 1970 war er Gründungsmitglied der Archäologischen Kommission für Niedersachsen.
In seinem wissenschaftlichen Werk behandelte Klaus Raddatz Themen der römischen Kaiserzeit in Mittel-, Nord- und Osteuropa sowie der Ur- und Frühgeschichte Italiens und der iberischen Halbinsel. Er blieb bis zu seinem Tod im Jahr 2002 wissenschaftlich tätig.

## Schriften und Beiträge (Auswahl)
- Der Thorsberger Moorfund: Gürtelteile und Körperschmuck (= Offa-Bücher. Neue Folge, Band 13). Wachholtz, Neumünster 1957 (Dissertation).
- Das völkerwanderungszeitliche Kriegergrab von Beja, Südportugal. In: Jahrbuch des Römisch-Germanischen Zentralmuseums Mainz. Band 6, 1959, S. 142–150 (online).
- Metallzeit: Germanische Grabfunde der römischen Kaiserzeit aus Schleswig-Holstein (= Inventaria archaeologica Deutschland. Heft 10). Habelt, Bonn 1961.
- Zu den spätantiken Kriegergräbern von Tañine. In: Madrider Mitteilungen. Band 4, 1963, S. 133–140.
- Das Wagengrab der jüngeren vorrömischen Eisenzeit von Husby, Kreis Flensburg (= Offa-Bücher. Neue Folge, Band 20). Wachholtz, Neumünster 1967.
- Die germanische Bewaffnung der vorrömischen Eisenzeit. In: Nachrichten der Akademie der Wissenschaften in Göttingen, Philologisch-Historische Klasse. Jahrgang 1967, Nummer 11, S. 430–446.
- Die Schatzfunde der Iberischen Halbinsel vom Ende des dritten bis zur Mitte des ersten Jahrhunderts vor Chr. Geb. Untersuchungen zur hispanischen Toreutik (= Madrider Forschungen. Band 5). 2 Teilbände, de Gruyter, Berlin 1969 (Habilitationsschrift).
- Mulva I. Die Grabungen in der Nekropole in den Jahren 1957 und 1958 (= Madrider Beiträge. Band 2). Philipp von Zabern, Mainz 1973.
- Husby. Ein Gräberfeld der Eisenzeit in Schleswig. Teil 2: Katalog, Tafeln und Plan des Gräberfeldes (= Offa-Bücher. Neue Folge, Band 30). Wachholtz, Neumünster 1974.
- Grabfunde der römischen Kaiserzeit und Völkerwanderungszeit von Kirchweyhe und Osterholz, Kreis Grafschaft Hoya (= Materialhefte zur Ur- und Frühgeschichte Niedersachsens. Heft 10). Lax, Hildesheim 1976.
- Sörup. Ein Gräberfeld der Eisenzeit in Angeln. Teil 1 (= Offa-Bücher. Neue Folge, Band 46). Wachholtz, Neumünster 1981, ISBN 3-529-01146-0.
- Der Thorsberger Moorfund. Katalog. Teile von Waffen und Pferdegeschirr, sonstige Fundstücke aus Metall und Glas, Ton- und Holzgefässe, Steingeräte (= Offa-Bücher. Neue Folge, Band 65). Wachholtz, Neumünster 1987, ISBN 3-529-01165-7.
- Prunkäxte – Zeugnisse des Mongoleneinfalls nach Mitteleuropa. In: Archäologisches Korrespondenzblatt. 32, 2002, S. 295–310

In: Mitteilungen des Uckermärkischen Museums- und Geschichtsvereins zu Prenzlau
- Zur bandkeramischen Besiedlung des Kreises Prenzlau in: Bd. 9 (Heft 1), Prenzlau 1935, S. 3–32.
- Zur älteren Geschichte der Ur- und Frühgeschichtsforschung in der Uckermark in: Bd. 1, S. 7–38.
- Echt und gefälscht: Zu einer merkwürdigen Sammlung ur- und frühgeschichtlicher Funde aus der Uckermark in: Bd. 1, S. 39–44.

In: Neue Ausgrabungen und Forschungen in Niedersachsen
- Zur Besiedlung der Leineaue bei Göttingen in ur- und frühgeschichtlicher Zeit, 1970
- Spuren alter Eisenverhüttung in der Wietzeaue bei Isernhagen, Kreis Burgdorf, 1972
- Probleme einer archäologischen Landesaufnahme im niedersächsischen Mittelgebirgsgebiet, 1972
- Funde der jüngeren vorrömischen Eisenzeit vom Steinbühl bei Nörten-Hardenberg, Kreis Northeim, 1981
- Archäologische Beobachtungen in Gnezdovo bei Smolensk, 1991
- Der Dowesee bei Braunschweig, ein Opferplatz der frühen Völkerwanderungszeit in Niedersachsen, 1999
- Anmerkungen zur Madeburg bei Reckershausen, Kr. Göttingen, 1991
- Beobachtungen an archäologischen Oberflächenfundplätzen und -funden der Göttinger Gegend, 2002

In: Göttinger Jahrbuch
- Die Keramik der eisenzeitlichen Siedlung in Rosdorf, 1963
- Ein bandkeramischer Hausgrundriß von Rosdorf, Kr. Göttingen, 1964
- Zur Wüstung Rode bei Geismar, Kr. Göttingen, 1964
- Altsteinzeitliche Fundplätze im Gartetal bei Benniehausen, Kreis Göttingen, 1966
- Kleinere ur- und frühgeschichtliche Funde aus der Göttinger Gegend, 1967
- Zur angeblichen Befestigung auf dem Steinberg bei Seeburg, Kreis Duderstadt, 1968
- Ein jungpaläolithischer Fund von Hevensen, Kr. Northeim, 1970
- Mesolithische Fundplätze im Solling, 1970
- Die frühneolithische Siedlung bei Volkerode, Kreis Göttingen, 1979